# Anàlisi gravimètrica

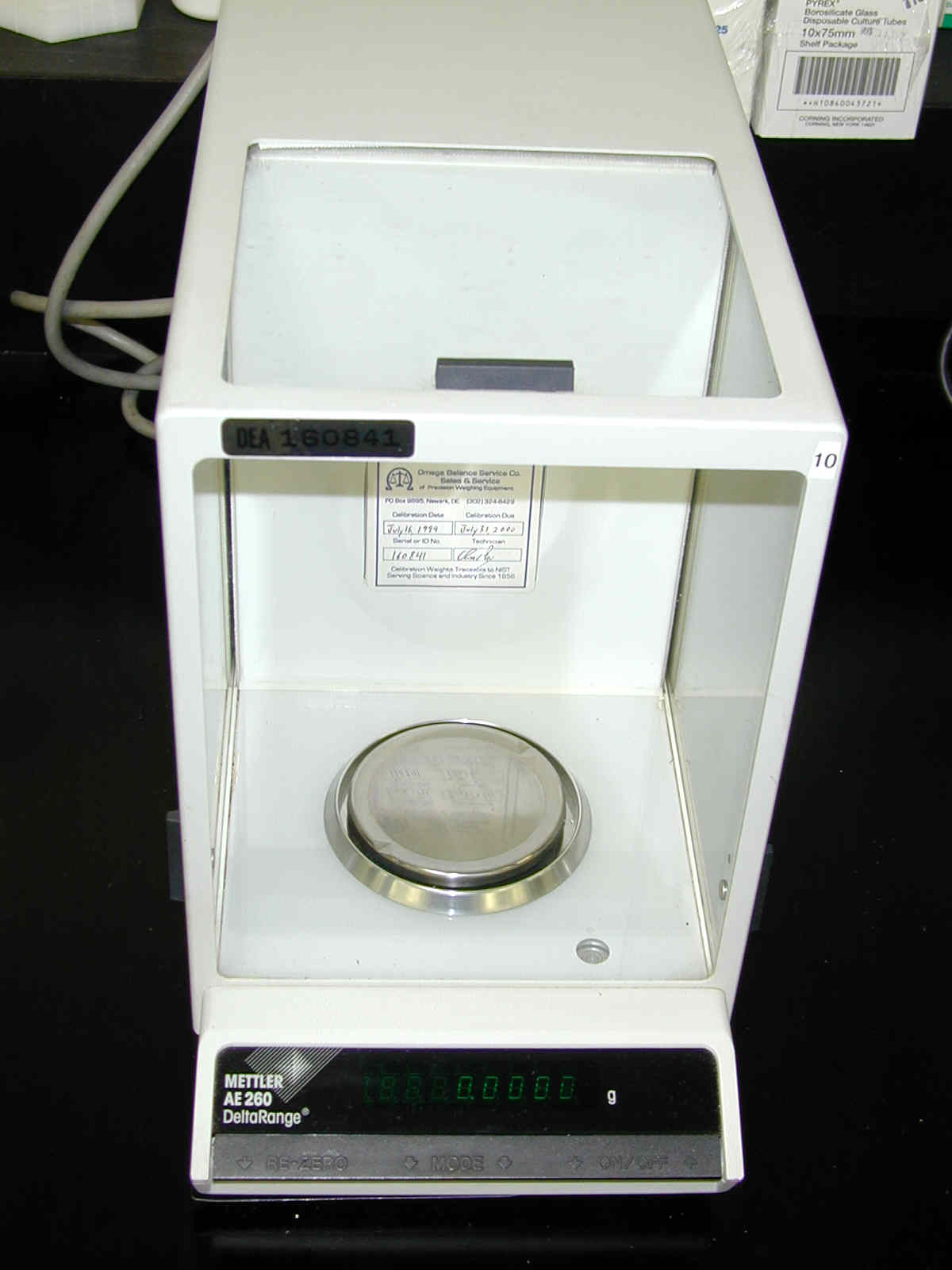
Balança

En química analítica, l'anàlisi gravimètrica és un conjunt de mètodes usats per a la determinació quantitativa d'un element present en una mostra. Per a la seva determinació, en la majoria dels casos, la substància a analitzar es converteix, mitjançant diverses reaccions químiques, en un sòlid fàcil de precipitar i d'una alta puresa, eliminant així altres substàncies que puguin interferir en la mesura de l'anàlit. A continuació el precipitat es filtra i es pesa amb una balança analítica.
Depenent del tipus de mostra, pot ser més fàcil separar l'anàlit pel mètode d'evaporació que per precipitació. Aquest es pot recollir en una trampa freda, que condensa tots els vapors en líquids o sòlids excepte el gasos permanents, o els atrapa en algun tipus de material absorbent, com pot ser el carbó actiu. En el cas que l'anàlit estigui dissolt en algun dissolvent, es pesa la mostra abans i després d'haver-la assecat. La diferència entre les dues masses dona la massa de l'anàlit. Un exemple seria el mesurament dels sòlids suspesos en una mostra d'aigua: un volum conegut d'aigua es filtra i se'n recullen els sòlids i es pesen. Els càlculs posteriors es realitzen amb els pesos atòmics i moleculars.

## Etapes del procés de formació del precipitat[3][4]
Etapes del procés de formació del precipitat son la nucleació, en la que es formen petits nuclis de precipitat estables en el si d'un líquid, aquests estan constituïts per poques i petites molècules, i creixement, en la que als nuclis anteriorment formats s'hi afegeixen partícules petites i es va formant una estructura sòlida més gran.
Per tal que aquestes noves partícules s'afegeixin als primers nuclis formats, la mostra ha d'estar en constant agitació, excepte si de la reacció s'ha d'obtenir un cristall, aleshores es deixarà en repòs per tal de no trencar l'estructura cristal·lina.

## Procediment
La mostra que conté l'anàlit es dissol i s'ajusta el pH de la solució problema perquè precipiti el precipitat adequat i no se'n formin d'altres que podrien provocar alguna interferència a l'hora de pesar l'anàlit. Si se sap que algunes espècies presents precipitaran en les mateixes condicions que l'anàlit, la mostra necessitarà un tractament diferent per tal d'eliminar aquestes interferències.
Aquestes condicions de precipitació es poden veure afectades, doncs si s'augmenta la temperatura s'afavoreix termodinàmicament a la solubilitat, si s'hi afegeix l'agent precipitant lentament i la mostra es té en agitació constant s'afavoreix a la seva precipitació, ja que s'evita la sobresaturació local, si el volum de la mostra té un gran volum de dissolvent i es té una baixa concentració d'anàlit i de precipitant, ajuda a la formació del precipitat, si hi ha algun ió en comú (efecte de l'ió comú-formació d'ions complexes) pot interferir en el precipitat. En precipitats cristal·lins no s'ha d'agitar la solució per tal d'afavorir la formació del cristall.
El precipitat que ha reaccionat se sotmet a un seguit de processos per tal d'obtenir una mostra el més pura possible, ja que alguns compostos que normalment són solubles es poden veure arrossegats per la formació d'un precipitat, com pot ser el cas de la formació d'un cristall mixt, l'oclusió, la inclusió i l'absorció en la superfície. A aquests compostos se'ls anomena coprecipitats i són impureses que es troben en el precipitat que poden ser l'origen d'un error en el resultat final. Per això es fan servir processos com la reprecipitació o la digestió. El procés de digestió consisteix en escalfar el precipitat un determinat període (mínim una hora) de la mostra problema. Durant aquest període el precipitat perd aigua i forma una massa més densa, fàcilment filtrable.
Després d'obtenir un precipitat pur, la solució és curosament filtrada. Hi ha diversos mètodes per filtrar la solució, determinats per la mida de les partícules del precipitat, com poden ser el paper de filtre, un Embut de Büchner, un embut Büchner filtrant...
El paper de filtre és útil i fàcil de fer servir, però s'ha d'anar amb compte perquè es pot trencar si la solució és un àcid o base concentrat. Una alternativa al paper de filtre seria l'ús d'un gresol de porcellana, o d'algun material que pugui suportar altes temperatures. La mostra s'introdueix al seu interior amb paper de filtre i es posa en un forn a una temperatura molt elevada durant un període determinat. Tota la humitat i substàncies volàtils desapareixeran i també el paper de filtre. Finalment la mostra es deixa assecar en un dessecador. S'ha de tenir molta cura a l'hora de netejar el gresol per tal de no deixar cap substància que pugui afectar la mesura de la pròxima mostra problema. Per assegurar que el filtrat ha precipitat completament, s'hi afegeixen un parell de gotes de l'agent precipitant; si s'observa precipitat voldrà dir que la precipitació ha estat incompleta. És imprescindible que la fórmula del precipitat es conegui. Després d'haver deixat la mostra assecant-se, es pesa.

## Avantatges
Si els mètodes gravimètrics es segueixen curosament resulta ser un mètode summament precís. De fet, era un mètode usat per a determinar la massa atòmica de molts elements amb una exactitud de fins a sis decimals. És un mètode amb molt poc error instrumental i no requereix conèixer la quantitat de les altres substàncies presents en la mostra problema. A més, no cal material gaire car ni complex i es pot fer servir per calibrar altres instruments de laboratori.
Usat amb altres mètodes més moderns de separació pot arribar a ser una anàlisi quantitativa i qualitativa. És utilitzada per exemple en la indústria mèdica com a control de qualitat dels medicaments i altres productes de consum humà.

## Inconvenients
L'anàlisi gravimètrica sovint només proporciona l'anàlisi d'un únic element o d'un grup limitat a la vegada. A més, els passos s'han de seguir curosament, perquè el mínim error provoca un gran canvi en el resultat.